# Vtip
V obecném významu má český výraz vtip ekvivalent ve slovech vynalézavost, nápaditost či ostrovtip. 
V ústním vyprávění či v písemné podobě je vtip (lidově fór) krátká výpověď (nebo drobný verbální útvar), která má za primární cíl pobavit adresáta – vyvolat smích. Případným dalším účelem může být upozornit na nějaký problém nebo adresáta o něčem poučit.
Vtip může mít i podobu obrázku (kreslený vtip), jednoho nebo několika (komiksový strip). Může být i zcela beze slov, vyjádřený jen samotnou situací. Takové vtipy mají výhodu mezinárodní srozumitelnosti bez potřeby překladu.
Charakteristikou vtipu je humorná a úderná pointa, dvojsmyslnost, paradox či absurdita. Typická je též jeho stručnost a aktualita – po čase se trefné vtipy či zdařilé šablony mohou v pozměněné podobě vracet a znovu odrážet dobové jevy.

## Vtip, anekdota a humorka
Pojmy vtip a anekdota jsou chápány podobně a často se zaměňují. Hlavní rozdíl spočívá v tom, že vtip je logická hříčka, někdy i jednorázově improvizovaná, zatímco anekdota je humorné vyprávění. Vtip sestává z jedné nedělitelné části, zatímco anekdota může obsahovat více komických dílů. Bývá delší než vtip. Hranice mezi vtipem a anekdotou však není ostrá. Někteří autoři považují výrazy vtip a anekdota za synonyma. V cimrmanologickém semináři ke hře Lijavec se výrazu „anekdota“ používá i pro velmi krátké vtipy.
Výraz humorka zavedl do češtiny Josef Štefan Kubín. Je blízká vtipu a anekdotě, má však epický děj, víc zápletek, a charaktery postav se v ní rozvíjejí. Pojem se v běžné řeči nevžil, v současnosti se používá jen zřídka v odborných textech. Lze jej opsat spojením „humorná povídka“.

## Historie

### Etymologie
Slovo anekdota (ανεκδοτα) v původním řeckém významu znamená „nevydané spisy, události neb historky (z řec. an = ne, ek = vy-, didómi = dávám)“. Původně se tímto slovem skutečně označovaly texty z různých důvodů nezveřejněné, někdy předávané pouze v ústní podobě (například Prokopiův spis ze 6. století n. l. s názvem Anekdota obsahoval utajované příběhy ze života císaře Justiniána).
Český výraz vtip je kořenem slov jako dovtípit se nebo důvtip, ale jeho původ je nejasný. Některé etymologické výklady jej spojují se staročeským slovem tiepiti, těpiti = „nést“, tedy znamenalo by něco jako „vklad (Boží do lidské mysli)“, tedy de facto „nadání“. Český etymologický slovník Jiřího Rejzka však za hláskoslovně přijatelnější považuje souvislost se slovem típat = „lehce udeřit, chytat, štípat, dotýkat se“ (srovnej ukrajinské dotepnyj = „vtipný“). Podle Slovníku spisovné češtiny je primárním významem slova vtip schopnost bystře řešit problémy (tedy důvtip), druhým významem je podstata problému či jeho řešení (vtip je v tom, že…), třetím významem schopnost dosahovat žertovného účinku (sršet vtipem), čtvrtým významem je žertovný účinek (ta anekdota nemá vtip) a až pátým a šestým významem je žertovné slovní vyjádření nebo čin.
Rčení míti filipa ve smyslu mít (dů)vtip pochází z Nového zákona, Skutků apoštolů.

### Formy
Nejstarší zachovanou sbírkou vtipů je Filogelos („milovník smíchu“) z 4. či 5. století, i když se nejspíš nejedná o první dílo tohoto žánru. Nejčastějším terčem žertů v této sbírce je „učenec“ (σχολαστικος).
V renesanci tvořily z velké části tematický základ, z něhož vznikla novela. Jako anekdoty např. označil Josef Pekař příběhy o chytrosti válčení Jana Žižky, které v 15. století uvedl Silvius Piccolomini v díle Historia Bohemica.
 Nejstarší anekdoty jsou dochovány z řečí a kázání, kam byly vkládány jako exemplum (moralizující příklady). Objevovaly se i v kronikách a letácích, které většinou zábavně oživovaly, i v satirách (humanistických a osvícenských).[zdroj?]
Ústně šířené anekdoty byly až do 30. let 20. století intelektuální záležitostí. Šířily se převážně mezi vzdělanci a střední třídou. Typickým šiřitelem anekdot byli doktoři, soudci či městští úředníci. Celospolečenskou záležitostí se ústně šířený vtip stává až v průběhu 2. světové války.[zdroj?]
Antropologové, etnologové a folkloristé anekdotám dlouho nevěnovali pozornost a prvními teoretiky na tomto poli byli literární vědci. 
V literatuře anekdota představuje krátké, především ústně šířené vyprávění humorné příhody, zesměšňující osobu, situaci, dobu, rasu, národ, názor, skupinu, společenskou vrstvu, zvyky apod. Je jedním z mála žánrů ústní tvořivosti živých i v jednadvacátém století.
Podle tématu lze vtipy dělit do mnoha skupin, které se mohou různě prolínat: lékařské, politické, o Skotech, o policistech, o blondýnkách, o zvířátkách (příbuzným útvarem je bajka), židovské, erotické aj. Témata vtipů se časem mění, např. topos „městský (sváteční) lovec“ se v českých humoristických časopisech přestává vyskytovat zhruba kolem roku 1920. Podle použitých prostředků lze ve vtipech nacházet např. černý nebo absurdní humor, pro politické vtipy je typická satira.
Vtipy a anekdoty, včetně kreslených, se v 19. století staly běžnou součástí periodik i kalendářů. 
Mezi významné české humoristické časopisy 19. století patřily například Šotek (vycházel v roce 1849 jako příloha Havlíčkových Národních novin), dále Humoristické listy (1858–1941) či Švanda dudák (1882–1930). V socialistickém Československu byl nejvýznamnější humoristický časopis  Dikobraz (1945–1995) a obdobný časopis ve slovenštině Roháč. Po roce 1989 byly vydávány humoristické časopisy Škrt, Sorry, Trnky brnky). 
Anekdoty vycházejí i knižně (např. již v roce 1901 publikace Anekdoty, kterou vydal Josef Šváb. V novější době vyšla např. edice Anekdoty Lidového nakladatelství o 50 svazcích (1970–1981). Různá nakladatelství vydávají anekdoty v publikacích, které bývají zaměřené tematicky, např. edice Srandokaps.
Interpretováním a vytvářením vtipů se živí komici (jako herci, autoři, nebo obojí). Komedie jako literární či dramatický útvar se zpravidla skládá z mnoha vtipů, pokud nejde jen o čistě fyzickou grotesku. I vizuální gagy však pro dosažení účinku mají často strukturu podobnou verbálnímu vtipu – expozice a nečekaná humorná pointa.

## Kulturní význam

### Psychologie
- Sigmund Freud o vtipu napsal knihu Vtip a jeho vztah k nevědomí (Der Witz und seine Beziehung zum Unbewussten).[p 2] Vtip považoval za jednu z možností, jak vyjádřit názory a pocity, které bychom za běžných okolností veřejně neprojevili.

### Příklady v české literatuře
- Jaroslav Hašek v anekdotickém stylu lidového vyprávění objevil osobitý literárně-tvůrčí smysl. Množstvím anekdot je zaplněn jeho román Osudy dobrého vojáka Švejka za světové války.[17]
- Karel Poláček sbíral židovské anekdoty, které často doplňují děj jeho děl. Jeho soubor Židovské anekdoty vyšel poprvé v nakladatelství Orbis v roce 1933 a od té doby vychází opakovaně.[18] Některé se staly námětem pro televizní seriál Uctivá poklona, pane Kohn (1993).[19]
- Karel Čapek  věnoval vzniku anekdot kapitolu v knize Marsyas čili na okraj literatury.[20]

## Zvláštní druhy

### Politické vtipy
Politické vtipy vznikaly a vznikají za různých režimů a jejich popularita zpravidla klesá poté, co daný režim padne a zmizí kontext potřebný k jejich pochopení. V českých podmínkách se jednalo zejména o vtipy z období Rakousko-Uhersko, Protektorátu, Pražského jara i tzv. normalizace. Vtipy „O zlatou mříž“ (míněno: „za něž se zavíralo“) bylo lidové označení pro politické, resp. protistátní vtipy šířené v ČSSR (pojmenování připomínalo tehdejší ankety popularity československých zpěváků, zpěvaček a skupin Zlatý slavík).
V totalitách či diktaturách bývá produkce nebo šíření politických vtipů riskantní činností, která může vést i k trestnímu stíhání. To ale zároveň může zvyšovat její atraktivitu (efekt zakázaného ovoce, snaha o odboj).

### Vtipy zesměšňující národ či rasu
- „Elephant jokes“ byly nejrozšířenějšími vtipy 60. let 20. století v USA. Ve vtipech vystupoval slon a byly postaveny na absurdní pointě. Podle folkloristy Alana Dundese, pravděpodobně existuje ve vtipech o slonech paralela mezi slony a Afroameričany, což vysvětluje to, že tento druh vtipů byl oblíben mezi bílými Američany. Podle jiných názorů se jednalo o kulturní klima 60. let, které odvrhovalo staré kulturní konvence.[23]
- Z Ameriky jsou známé také „Pollack jokes“. Tyto vtipy, které kolovaly především ve 20. století a dělaly si legraci z přistěhovalců ze střední a východní Evropy, především z Poláků.[24] Tento typ vtipů se ale neomezil pouze na USA.
- V českém prostředí se již od 19. století vyskytují vtipy pracující se stereotypy o Romech.[25] Novější české vtipy též zesměšňují velké národy, zejména Rusy nebo Američany (méně často Němce, Brity, Francouze aj.), a snaží se ukázat mentální nadřazenost malého národa nad velkými.[26] Jde o formu vyrovnávání se s komplexem malého, utiskovaného, „dějinami vláčeného“ národa. Některé z těchto vtipů si ale dělají legraci ze všech zúčastněných, včetně Čechů. Typický takový vtip začíná: „Přijdou Američan, Rus a Čech do baru...“ nebo „Na pustém ostrově se ocitnou Američan, Rus a Čech", variant je však mnoho.

## Nejsměšnější vtip
Nejsměšnější vtip na světě, v originále the World's Funniest Joke, se roku 2002 stal výsledkem výzkumu provedeného Richardem Wisemanem z University of Hertfordshire. Wiseman vytvořil internetovou stránku, kde uživatelé mohli vkládat a hodnotit vtipy. Účelem bylo najít univerzálně směšný vtip, který bude nejúspěšnější mezi lidmi z různých zemí, kultur a věkových a sociálních skupin. Zvítězil následující vtip (v překladu):
„Dva lovci jdou lesem, když tu se jeden náhle zhroutí. Má skelný pohled a nedýchá. Druhý lovec rychle vytáhne telefon a volá na tísňovou linku: „Můj kamarád je mrtvý! Co mám dělat?“ Operátor odpoví: „Hlavně klid, prosím. Pomůžu Vám. Nejdřív se ujistěte, že je opravdu mrtvý.“ Na druhé straně je chvíli ticho, pak se ozve výstřel. Vzápětí se lovec znovu ohlásí: „Ano, je určitě mrtvý. Co dál?“
Nejstarší použití této pointy bylo nalezeno ve scénce z britského komického pořadu The Goon Show z roku 1951. V původní verzi šlo o Spikem Milliganem napsaný dialog Michaela Bentina a Petera Sellerse (na telefonu) a scéna se odehrávala v domě. Prakticky stejný vtip později použil ve skeči např. i Benny Hill.
Také jeden skeč Monty Pythonova létajícího cirkusu se jmenoval „Nejsměšnější vtip na světě“ (The Funniest Joke in the World), též zvaný „Vtip zabiják“ – zde bylo pointou, že vtip je tak směšný, že kdokoli ho přečte nebo uslyší, zemře smíchy. Proto zde tento vtip logicky nemohl zaznít, pouze byl pořízen jeho „překlad do němčiny“, což byl však jen německy znějící nonsens: „Wenn ist das Nunstück git und Slotermeyer? Ja! … Beiherhund das Oder die Flipperwaldt gersput!“